# レゾリュート
レゾリュート（英語: Resolute, イヌクティトゥット語: Qausuittuq）は、カナダのヌナブト準州クィキクタアルク地域にあるコーンウォリス島の南に位置する、同島で唯一の村。地名はイギリス海軍の軍艦レゾリュート（HMS Resolute）にちなむ。
主な施設に、レゾリュート湾空港（レゾリュートベイ空港、en）、食料雑貨店、小売店、ホテル、レストラン、スノーモービル賃貸業者がある。人口は198人（カナダ統計局［en］による2016年国勢調査。2011年は214人、2006年は229人だった）。